# Zona Rental (metro de Caracas)
Zona Rental es el nombre dado a la estación terminal de la Línea 4 del Metro de Caracas, ubicada entre las estaciones Parque Central y Plaza Venezuela. El nombre es homónimo del sector donde se encuentra construida esta estación, la cual se conecta con la línea 1 y la línea 3, a través de la estación Plaza Venezuela. La misma es de color verde para hacer referencia al Jardín Botánico y cuenta con innovaciones como: ascensores para discapacitados, escaleras más amplias, una cinta transportadora para transferencias y un sistema de aire acondicionado menos contaminante. Su construcción concluyó, el 30 de junio de 2006, y fue inaugurada, el 18 de julio del mismo año.